# سیارک ۲۲۷۳
سیارک ۲۲۷۳ (به انگلیسی: 2273 Yarilo، نامگذاری:1975EV1) دو هزار و دویست و هفتاد و سومین سیارک کشف شده‌است که در ۶ مارس ۱۹۷۵ کشف شد.
قدر مطلق سیارک برابر ۱۳٫۳۰ است.